# 瀬戸ウインドヒル発電所

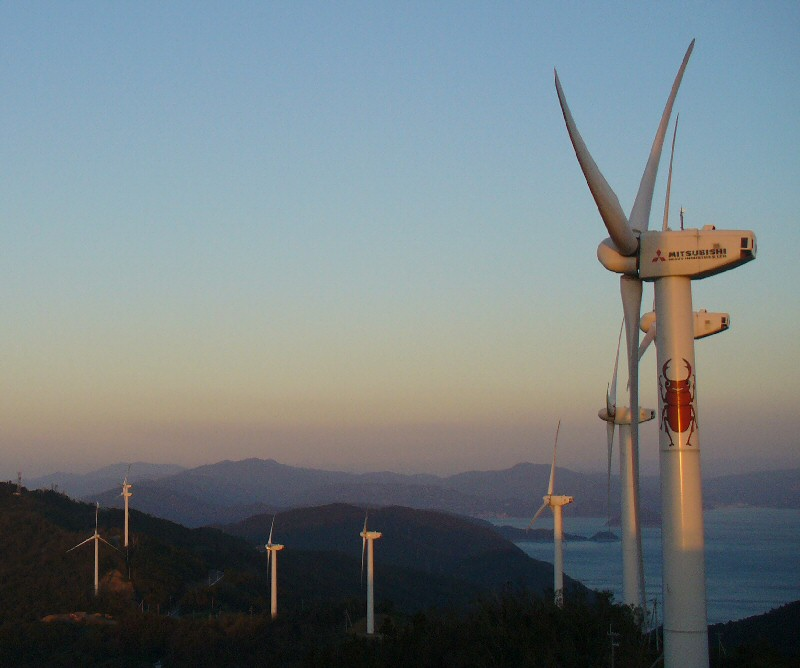
せと風の丘パークから（2005年10月19日夕刻撮影）

瀬戸ウインドヒル発電所（せとウインドヒルはつでんしょ）は、(株)瀬戸ウィンドヒルによって運営されている、風力発電施設である。ビジター施設として、せと風の丘パークが隣接している。

## 概要
- 愛媛県西宇和郡伊方町、佐田岬半島の中央、標高約300m地点に位置。
- 2003年9月28日に竣工。総工費は約20億円。
- 1,000kW×11基の風車で構成されており、年間予想発電量は2900万kWhである。これは一般家庭6850世帯分の消費電力に相当する。
- その発電規模は風力発電所として中四国最大規模である。

## 瀬戸ウィンドヒル
- 所在地 - 愛媛県西宇和郡伊方町
- 資本金 - 3億円
- 事業 - 風力発電事業
- 株主 - 三菱重工業（90%）・伊方町（10%）
- 設立 - 2002年